# 武田信玄 (1991年のテレビドラマ)
『武田信玄』（たけだしんげん）は、1991年1月1日にTBSで放映されたTBS大型時代劇スペシャルである。

## 概要
TBS大型時代劇スペシャルの6作目。戦国の初期、非道の父を自ら追放して武田家当主になった晴信（のちの信玄）が、川中島の戦いを経て戦国大名として成長していく姿を描く。製作の背景として、1988年にはNHK大河ドラマ『武田信玄』、前年1990年には映画『天と地と』が公開されていた。
主演・信玄の役所広司、ライバル・上杉謙信の佐藤浩市はシリーズ初出演（役所と佐藤は後年の2006年、映画『THE 有頂天ホテル』でも共演を果たしている）。3作目『織田信長』、4作目『坂本龍馬』で監督を担当した中島貞夫が、3度目の起用となった。
キャスティングは東映色、中島色が強く、ヒロインには過去2作と同じ名取裕子。他にも千葉真一、松方弘樹、若山富三郎、十朱幸代らが連続出演。ナレーターは『織田信長』で主演を務めた渡辺謙（映画『天と地と』で主演・上杉謙信役を病気により降板した）が、『坂本龍馬』に続いて担当。特に『織田信長』からの映像流用が多く見られる（桶狭間の戦いなど）。
本シリーズ4作目の戦国時代作品。戦国作品としては前作となる、先述の89年作品『織田信長』の主人公・信長よりも、本作主人公・信玄は13歳上であり、信玄（晴信）の若き日から本作の物語が始まるため、本作が本シリーズ戦国時代作品の中で、最も初期の時代を描いた作品となる。

## キャスト
- 武田信玄：役所広司
- 武田信虎：千葉真一
- 板垣信方：若林豪
- 大井夫人：岩下志麻
- 三条夫人：名取裕子
- 禰々：吉川十和子
- あぜち：長谷直美
- 今川義元：松方弘樹
- 山本勘助：火野正平
- 太原雪斎：若山富三郎
- 徳川家康：金田賢一
- 酒井忠次：横光克彦
- 武田信繁：倉田てつを
- 武田義信：南渕一輝
- 武田勝頼：武藤洋行
- 平賀源心：黒部進
- 諏訪頼重：野村宏伸
- 珠々姫：宮崎萬純
- 上杉謙信：佐藤浩市

- 直江実綱：下川辰平
- 村上義清：中尾彬
- 真田幸隆：西郷輝彦
- 鬼小島弥太郎：清水健太郎
- 仙桃院：十朱幸代
- 織田信長：渡辺裕之
- 木下藤吉郎：柳沢慎吾
- 柴田勝家：清水章吾
- 嶺松院：石田ゆり子
- 飯富兵部：伊藤敏八
- 山県昌景：野崎海太郎
- 穴山梅雪：石橋雅史
- 高坂弾正：成瀬正孝
- 馬場信春：荒木しげる
- 三枝守友：渡洋史
- 小笠原長時：堀田真三
- 恭雲院：鮎川いずみ
- 大蔵：二宮さよ子
- 定恵院：池上季実子
- 冷泉為和：山城新伍

その他：藤奈津子、片山由香、友居達彦、野口貴史、木村栄、広瀬義宣、伊庭剛、山内としお、上田雄太、赤塚真人、唐沢民賢、小沢象、竹村健、栗原敏、諸鍛冶裕太、甲斐道夫、藤川聡、武田滋裕、夏山剛一 ほか

## スタッフ
- 監督 - 中島貞夫
- 脚本 - 高田宏治
- 語り - 渡辺謙
- 音楽 - 佐藤勝
- 技斗 - 土井淳之佑
- 特技 - ジャパン・アクション・クラブ
- 製作 - 日下部五朗
- 企画 - 佐伯明、本田達男、清水敬三
- プロデューサー - 妹尾啓太、浜井誠
- 製作 - TBS、東映

## 備考
1987年開始以来、第3作まで一貫して戦国時代にこだわってきた本シリーズに於いて、正月第5作の本作で再び舞台が戦国時代に戻ってきた。下表の通り、前後作『源義経』『平清盛』はいずれも平安末期を描いた作品で、本作以降、シリーズ最後の戦国時代作品となった1995年まで、別の時代を舞台にした作品と戦国時代作品が交互に取り上げられる形でシリーズが続いた。